# Termografía

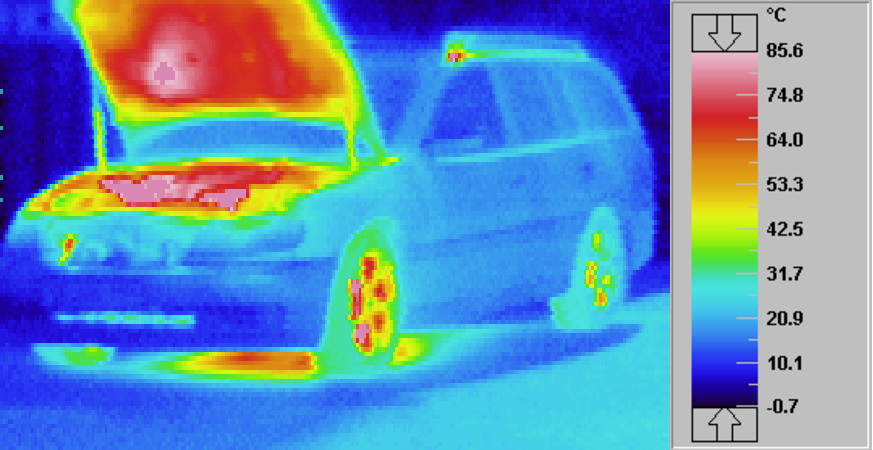
Termografía de un coche, donde se observan las diferentes temperaturas de sus partes.

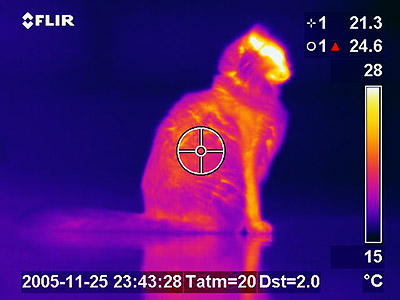
Termografía de un gato.

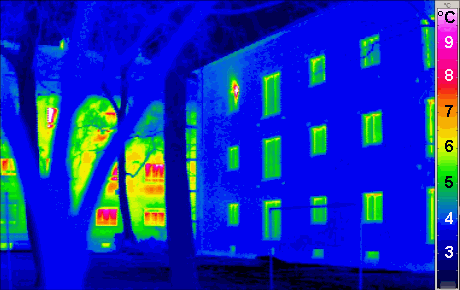
Termograma de un edificio Passivhaus (al frente y a la derecha), el que puede compararse con el que se observa, al fondo y a la izquierda, correspondiente al de una edificación de tipo tradicional.

La termografía es una técnica que permite determinar temperaturas a distancia y sin necesidad de contacto físico con el objeto a estudiar. La termografía permite captar la radiación infrarroja del espectro electromagnético, utilizando cámaras térmicas o de termovisión. Conociendo los datos de las condiciones del entorno —humedad y temperatura del aire, distancia a objeto termografiado, temperatura reflejada, radiación incidente—  y de las características de las superficies termografiadas como la emisividad se puede convertir la energía radiada detectada por la cámara termográfica en valores de temperaturas. En una termografía, cada pixel corresponde con un valor de medición de la radiación; con un valor de temperatura. A esa imagen se le puede definir como radiométrica.

### Aplicaciones en mantenimiento predictivo
En el ámbito industrial, la termografía infrarroja se utiliza como técnica de mantenimiento predictivo para identificar puntos calientes en tableros eléctricos, motores, transformadores y rodamientos. Esta práctica permite detectar sobrecargas, conexiones defectuosas o problemas de lubricación antes de que se produzcan fallas críticas.

## Algunas utilidades de la termografía
- Medición de temperaturas de sustancias que no admiten ser contaminadas por un contacto físico
- Observación del espacio
- Mantenimiento predictivo de maquinaria industrial
- Detección de patologías en edificación
- Estudio de pérdidas energéticas en edificación[5]
- Detección de puente térmico[6]
- Salvamento de accidentados
- Detección de gases
- Detectar puntos calientes y evitar fallas en altos hornos. En las últimas décadas, se han utilizado sistemas de escaneo con carcasa de horno de infrarrojos (IR) para controlar la temperatura de la cubierta del horno.[7]
- Medicina: Es una técnica de medida no invasiva y advierte de las zonas del cuerpo donde existe una hipertermia producida por diferentes tipos de lesiones. La termografía es una técnica cada vez más empleada para detección de ciertos tipos de tumores, problemas circulatorios, articulares y musculares.[8]
- Meteorología
- Tareas militares y de seguridad
- Estudios de pérdidas energéticas en arquitectura bioclimática[9]

## El análisis termográfico
El análisis termográfico se basa en el estudio e interpretación de las termografías, habiendo sido estas realizadas en unas condiciones conocidas y útiles para el propósito (hay multitud de normas para las muy distintas inspecciones).
De modo sencillo podremos conocer la radiación de las superficies termografiadas y con ello estimar las temperaturas; bien sean estas de una tubería, pieza, maquinaria, envolventes, etc.
Con la realización del estudio termográfico completo se puede realizar una comprobación tanto en envolventes, como en maquinarias y sistemas de distribución, con lo que se puede conseguir:
- Un mayor conocimiento de la instalación realizada en cuanto a su estado térmico.
- Conocimiento de las pérdidas existentes (fugas) y por lo tanto de posibles puntos de actuación.
- Ahorro debido a una mayor eficiencia energética de los sistemas evaluados.

El estudio de los sistemas de distribución puede alertar de las pérdidas energéticas que se producen por un mal aislamiento, alguna rotura o mal engranaje.
Al estudiar la envolvente en los edificios podremos conocer y/o estimar muchos de los problemas de la edificación: las pérdidas de energía, falta de estanqueidad, condensaciones, humedades, problemas de adhesión de morteros y plaquetas, soleamiento y temperatura sol-aire, etc. 
Ello nos permite conocer el estado de los edificios y advertir del potencial de mejora de los estos.
Los termógrafos son dispositivos del sistema calórico destinados a registrar la temperatura de continua. Se puede medir la temperatura de los cuerpos que emiten radiación calórica cuya fuente de energía es la producida por las moléculas en funcionamiento dentro del organismo.
Es decir:
La interpretación de las temperaturas superficiales puede indicarnos muchos datos sobre el estado de los elementos termografiados. Por ejemplo: fusibles quemados, sobrecalentamientos en bornas, malas conexiones, falta de aislamientos en edificación, humedades, fugas de agua, pérdidas de estanqueidad, intrusos, etc.

## Efectividad de la termografía
Si bien la termografía infrarroja es considerada una herramienta efectiva para inspeccionar edificios de manera no invasiva, el uso del escáner termográfico en determinados campos médicos, como la detección del cáncer de mama, sigue siendo menos preciso que otras técnicas, como la mamografía clásica.